# Communications Earth & Environment
Communications Earth & Environment — це рецензований науковий журнал із відкритим доступом, який публікує наукові дослідження з довкіллєзнавства та планетології, екології та природознавства, та усіх наук і технологій, що досліджують питання, проблеми та виклики людства, природи та нашої планети.
Communications Earth & Environment видається Nature Portfolio (Springer Nature) з 2020 року.

## Цілі та сфера застосування
Communications Earth & Environment – це журнал відкритого доступу від Nature Portfolio, який публікує дослідження, огляди та коментарі в галузі наук про Землю, навколишнє середовище та планети. Статті, що публікує журнал, являють собою значні досягнення, які приносять нове розуміння спеціалізованої галузі досліджень. Метою також є створення форуму для спільноти з питань, важливих для Землі, та для екологів і планетологів, незалежно від піддисципліни.
Журнал входить до сімейств журналів Communications бренда Nature, з першим і одним з найцитованіших в світі — Nature Communications, разом з Communications Biology, Communications Chemistry, Communications Medicine, Communications Psychology, Communications Engineering, Communication Physics та Communications Materials.
Сфера діяльності охоплює всі сфери наук про Землю, клімату та навколишнього середовища, а також наук про планети, включно з тими, що знаходяться на стику з екологією, стійким розвитком та екологічними соціальними науками. Основні дослідження, які представляють інтерес для журналу, включають важливі висновки, отримані в ході польових робіт, нових аналізів існуючих даних, чисельного або аналітичного моделювання, теоретичних досліджень або лабораторних експериментів.
Редакція заохочуємо подання, які забезпечують незалежне підтвердження особливо впливових публікацій. Процесами подання та рецензування керують внутрішні професійні редактори за підтримки членів нашої редакційної ради, які надають технічні знання в галузі Землі, навколишнього середовища та планетарних наук. Журнал прагне швидкого поширення важливих результатів досліджень. Статті публікуються на постійній основі, щоб забезпечити швидке повідомлення результатів.

### Критерії публікації
Для публікації в Communications Earth & Environment стаття має відповідати кільком загальним критеріям:
- Висновки є новими (новизна не порушується ні анотаціями, ні препринтами в Інтернеті)
- Стаття містить вагомі докази для основних висновків
- Основні дані генеруються та обробляються на найсучаснішому рівні, включаючи відстеження невизначеностей
- Рукопис важливий для вчених у певній підгалузі наук про Землю, навколишнє середовище чи планети.

Загалом, щоб бути прийнятним, документ має відповідати цим критеріям і являти собою прогрес у розумінні, який, як очікується, вплине на мислення в цій галузі.

## Реферування та індексування
Журнал реферується та індексується за:
- Система астрофізичних даних (ADS)[5]
- Science Citation Index Expanded[6]
- Scopus[7]

За даними Journal Citation Reports, імпакт-фактор журналу 2022 року становить 7,9, що ставить його на 36-е місце серед 274 журналів у категорії «Науки про навколишнє середовище», та 10-е місце серед 201 журналів у категорії «Геологічні науки, мультидисциплінарні».